# 古默斯巴赫
古默斯巴赫（德語：Gummersbach，發音：[ˈɡʊmɐsˌbax] ⓘ）是德国北莱茵-威斯特法伦州科隆行政区上贝格县的城市，也是上贝格县的县治，面积95.42平方千米，2023年12月31日人口为51,845人。

## 地理

### 地形
古默斯巴赫地处山地，境内地形起伏较大，平均海拔在520米左右，其中市中心的海拔略高于东西两侧。

### 地图

### 水文
塞斯馬爾河自东北向西南流经市区东部和南部。

### 气候
古默斯巴赫属于大陆性较强的温带海洋性气候。

## 历史
古默斯巴赫于1857年获得的城市权（德語：Stadtrecht）。在20世纪20年代以前，古默斯巴赫曾一度被当地人称为“小巴黎”（Klein-Paris）。

## 政治
现任古默斯巴赫市长为Frank Helmenstein先生。古默斯巴赫市政内阁共有44名成员，其中21名来自于基民盟（CDU）。

## 交通
德国国道256线经过古默斯巴赫境内西部。
古默斯巴赫火车站停靠上贝吉施区域铁路25号线（科隆—吕登沙伊德）

## 人口
古默斯巴赫的人口变化情况如下图所示：

## 体育
古默斯巴赫因其手球俱乐部而闻名。

## 医疗
古默斯巴赫市区南部设有古默斯巴赫地区医院（德語：Kreiskrankenhaus Gummersbach）。

## 景点
上贝格教堂是当地的一处教堂。
32号大堂（德語：Halle 32）是一处由工厂厂房改建而来的现代化综合文化活动中心。

## 友好城市
古默斯巴赫与以下城市结为友好城市：
- 希腊 阿凡图（英语：Afantou）（2001年）
- 德国 布尔格（1990年）
- 法國 永河畔拉罗什（1968年）